# Misael Pedroza
Misael Pedroza (Ciudad de Aguascalientes, Aguascalientes; 14 de marzo de 2003) es un futbolista mexicano, juega como Delantero y actualmente juega para La Equidad en la Liga BetPlay Dimayor de Colombia.

## Trayectoria

### Necaxa
Canterano de los Rayos del Necaxa desde el año 2016, donde logro el campeonato de goleo de la categoría sub-18 en el Torneo Apertura 2021 con 16 goles junto a Leonardo Flores, debutó en primera división el 7 de enero de 2022 ante Bravos de Juárez.

### Atlético Morelia
En agosto de 2023 es prestado al Atlético Morelia teniendo sus primeros minutos el 19 de agosto en el partido ante Cancún FC.